# Theophilus Thompson
 (janvier 2022).
Pour les articles homonymes, voir Theophilus Augustus Thompson.
Theophilus Thompson est un médecin britannique, né en 1807 et mort en 1860.
Il est l'auteur d'une étude historique sur les épidémies de grippe en Grande-Bretagne de 1510 à 1890.